# Хліб-сіль

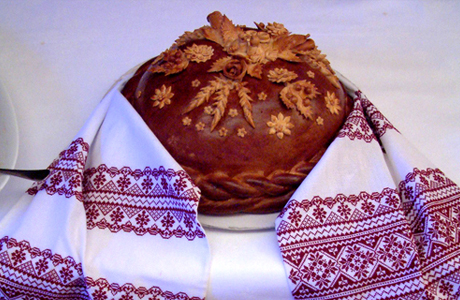
Хліб-сіль на рушнику

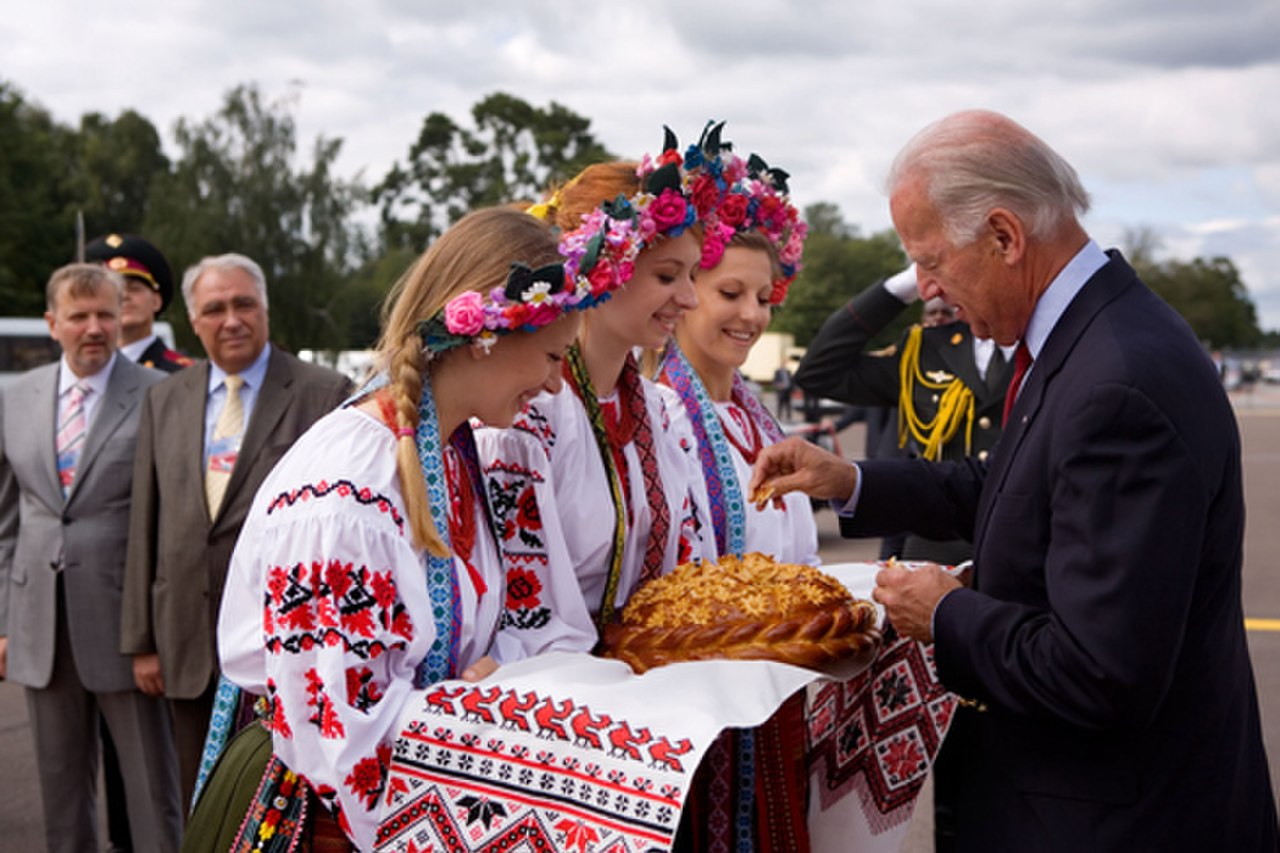
Зустріч Джо Байдена у Києві. 2009 рік.

Хліб-сіль — коровай хліба й сіль, які за українським звичаєм підносять на знак великої поваги до того, кого зустрічають, під час урочистих церемоній. У кожній українській селянській хаті хліб-сіль, покриті рушником, були необхідним атрибутом. Запрошуючи до столу, господар казав: Просимо до нашого хліба-солі, а після застілля гості дякували за хліб-сіль.

## Походження
Хлібом і сіллю мати благословляла молодих до вінця і ним зустрічала. У перший день сівби господар клав хліб із сіллю на межі, щоб був добрий урожай. Розділити з кимось хліб-сіль — означало подружитися, побрататися. Зустрічати хлібом-сіллю дорогих гостей — цей звичай, що має глибоке коріння та дійшов до нашого часу. Хліб-сіль і рушник — одвічні людські символи. Хліб-сіль на вишиваному рушнику були ознакою гостинності українського народу. Кожному, хто приходив з добрими помислами, підносили цю святиню. Прийняти рушник, поцілувати хліб та з'їсти шматок з сіллю — символізувало духовну єдність, злагоду, глибоку пошану тим, хто її виявив.

### Сіль

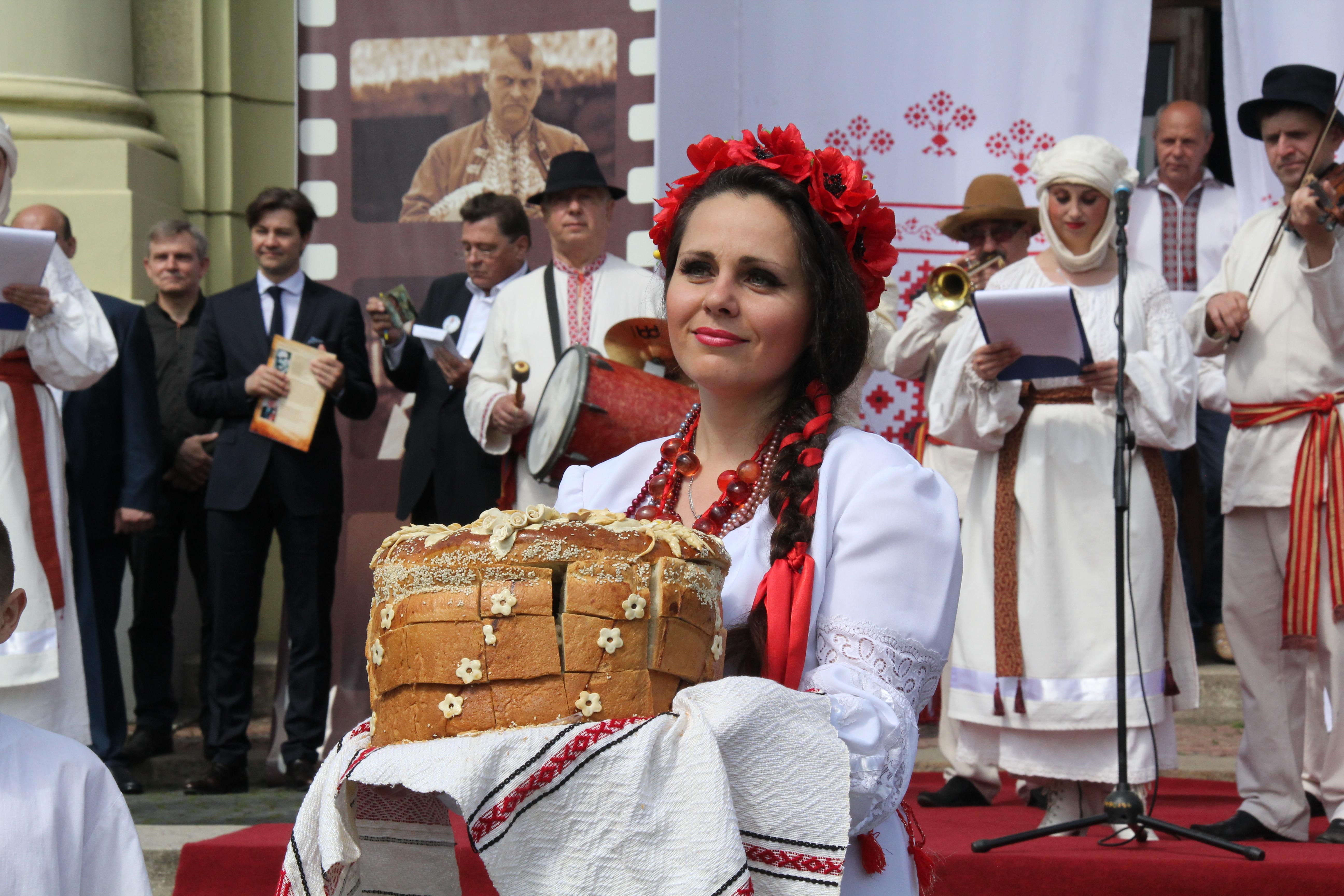
Урочистості у Чернівцях

Про сіль складено не одну приказку. Якщо хазяйка пересолить їжу — борщ чи що, то кажуть, вона в когось дуже закохана. Якщо сіль розсипеш, то з кимось посваришся. Щодо останньої, кажуть, що вона виникла, коли сіль була дуже дорога. Тому розсипати продукт за який високо заплачено, однозначно означало конфлікт. Крім обрядових церемоній з обов'язковим приготуванням їжі, як то родини, весілля, поховання, сіль використовувалася й при будівництві житла. Посередині майбутньої хати на столику або стільці, застеленому рушником, клали хрест (який потім, при зведенні хати, переносили на покутній стовп), хліб, сіль і залишали яку-небудь посудину з водою. Подекуди для більшої імовірності воду ставили біля кожного кілка чи камінця. Наступного ранку до схід сонця перевіряли, в якому стані були хліб, зерна, сіль та вода. Якщо все лишалося незачепленим, а кількість води навіть побільшала, то це було доброю ознакою. Такий обряд інколи повторювали дві-три ночі підряд.

### Хліб
Хліб — найвиразніший, найпопулярніший, найбільш значущий продукт харчування наших предків. Хліб — усьому голова, Хліб та вода — козацька їда, Без хліба суха бесіда — таких прикладів української народної мудрості можна наводити безліч. З хлібом їли й рідкі страви, й картоплю, й навіть кашу. З ним улітку їли на полуденок (підвечірок) свіжі огірки, фрукти, ягоди, баштанні. Пекли хліб у добре розпаленій печі на поду (черені), підкладаючи під хлібини сушене капустяне листя, і робили це раз на тиждень, розраховуючи, щоб хліба вистачило до нової випічки. Хліб здавна є символом добробуту та гостинності. Протягом віків в українського народу ставлення до нього було як до священного предмета. Крихти й уламки хліба ніколи не викидали, а віддавали птиці чи худобі. За гріх вважалося недоїсти шматок, а якщо такий шматок падав на землю, годилося підняти його, почистити від пилу, поцілувати й доїсти. Традиції, пов'язані з хлібом, який уособлює повагу до праці й людини є найкращими моральними засадами нашого народу, їх передавали з покоління в покоління.